# Okselaar

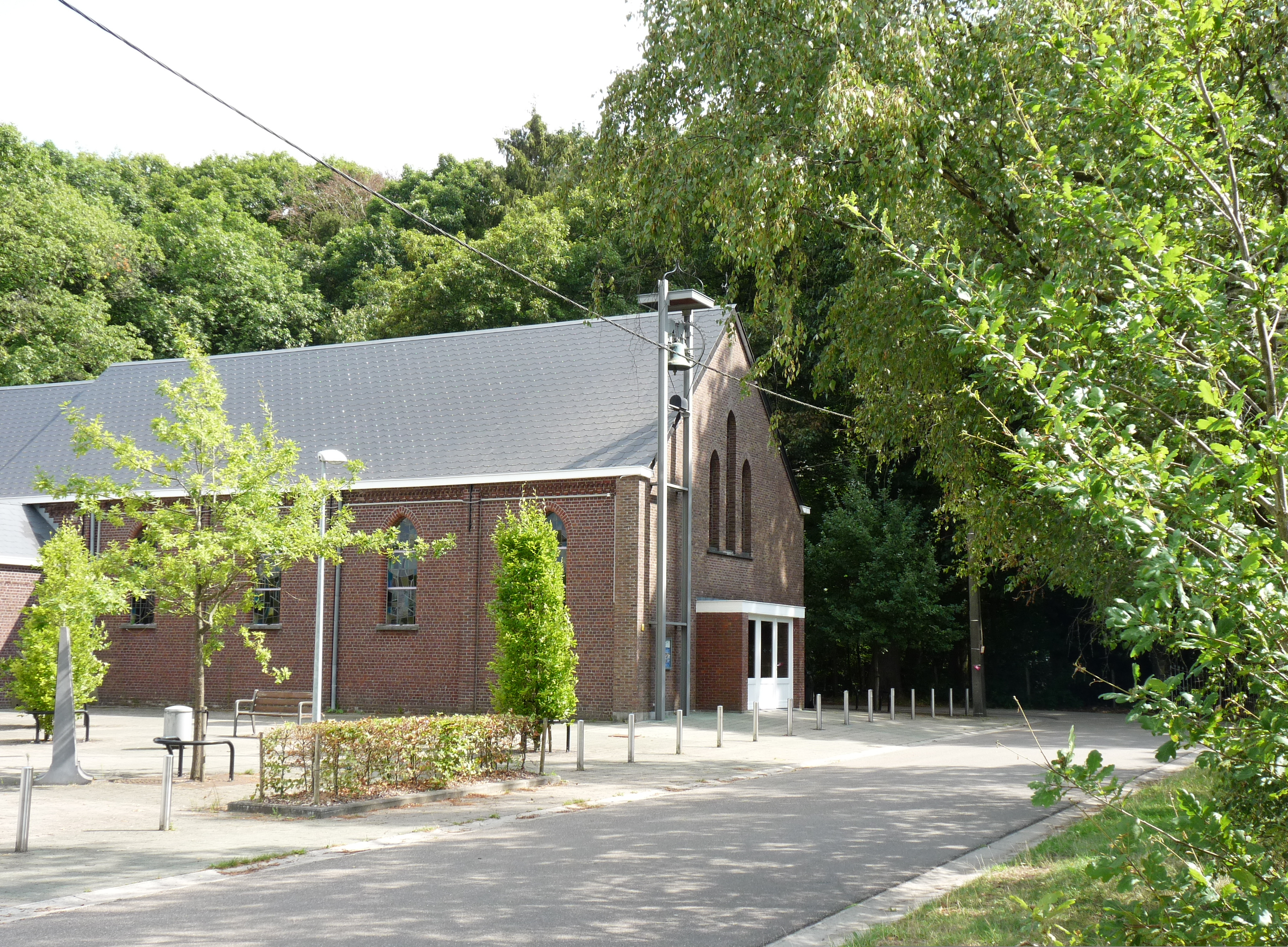
Parochiekerk met het park van Villa Bosquet als achtergrond

Okselaar is een kerkdorp van de gemeente Scherpenheuvel-Zichem in de Belgische provincie Vlaams-Brabant. De bebouwde kom is deels gelegen op het grondgebied van Tessenderlo (Limburg).
De parochie hoort tot het aartsbisdom Mechelen-Brussel en is toegewijd aan het Heilig Hart en Sint-Antonius van Padua.

## Geschiedenis
Okselaar lag tijdens het ancien régime op de grens van Loon (later: Luik) en Brabant. De historische weg van Diest naar de Kempen, waarvan het tracé deels bewaard bleef als Oude Baan, vormde de landsgrens. Kerkelijk hoorde het Brabantse deel bij de parochie Zichem en het Luikse bij de parochie Tessenderlo.  
Het verleden van Okselaar is nauw verbonden met de abdij van Averbode. Het dorp had lange tijd een eigen kapel waar 's zondags een priester van de abdij de mis las. Ze werd afgebroken in 1664. Toen in 1803 de parochie Averbode werd opgericht, ging Okselaar er deel van uitmaken.
De familie Bosquet was vanaf de 19e eeuw bepalend voor de ontwikkeling van Okselaar. Henri Eugène Bosquet was tot de Belgische onafhankelijkheid in dienst van Koning Willem 1 der Nederlanden in Brussel. Na de afscheiding van België trok hij zich terug op zijn landgoed Arendschot. Hij bezat in Zichem-Okselaar bijna 105 hectare en speelde ook op economisch vlak een belangrijke rol in de regio, onder meer als initiatiefnemer voor de talrijke turfontginningen in de jaren 1840. Zijn zoon Eugène lag in 1896 aan de basis van de zelfstandige parochie Okselaar. Hij bouwde de kerk en de pastorie, bakende de parochiegrenzen af en bemiddelde bij de komst van een onderwijscongregatie. Philip Bosquet, de broer van Eugène, werd burgemeester van Zichem.

## Erfgoed en landschap
De excentrisch gelegen Heilig Hart en Sint-Antoniuskerk dateert uit 1896. De voormalige pastorie is een sober gebouw in baksteen.
De familie Bosquet liet in de 19e eeuw drie landhuizen bouwen nabij de Turnhoutsebaan. Het Arendschot is een omwald kasteeltje met een 1,5 hectare grote parktuin. Vlakbij bevinden zich Villa Bosquet (ook: 't Kasteel van Boulangé) en Het Grootveld (ook: 't Paterskasteel). De landhuizen zijn privébezit, maar verbonden door publieke wandelwegen.
Catselt is een natuurgebied ten zuiden van de Hoornblaas. Op het grondgebied van Tessenderlo ligt het domeinbos Gerhagen. Ten westen van de Turnhoutsebaan begint het natuurgebied Averbode Bos en Heide, beheerd door Natuurpunt.

## Trivia
- Voor zijn roman Fauquebois (1918) liet Pierre Nothomb zich inspireren door Het Arendschot en zijn bewoners.

## Nabijgelegen kernen
Engsbergen, Molenstede, Averbode